# 拉尼德鎮區 (堪薩斯州波尼縣)
拉尼德鎮區（英語：Larned Township）為美國堪薩斯州波尼縣轄下的鎮區。2010年美国人口普查中該鎮區人口有255人。

## 地理
拉尼德鎮區涵蓋總面積為86.86平方（33.54平方英里）。

## 人口統計
根據2010年美國人口普查，拉尼德鎮區人口有255人，住房119戶，人口密度為2.94人/每平方公里。此鎮區居民之種族中，白人佔90.98%，非裔美國人佔4.71%，美洲原住民佔0%，亞裔美國人佔0%，太平洋島裔美國人佔0%，其他種族佔2.75%，混血種族則佔1.57%。而西班牙裔或拉丁裔美國人佔此鎮區人口的3.53%。

## 交通

### 主要公路
- 56號美國國道
- 156號堪薩斯州州道